# Sosxetra grata
Sosxetra grata är en fjärilsart som beskrevs av Walker 1862. Sosxetra grata ingår i släktet Sosxetra och familjen nattflyn. Inga underarter finns listade i Catalogue of Life.